# Список дипломатических миссий в Люксембурге
Список дипломатических миссий в Великом герцогстве Люксембург — перечень дипломатических миссий (посольств) и представительств Люксембурга в странах мира (не включает почётных консульств). Все посольства и дипломатические миссии, за исключением особо оговоренных в списке, расположены в столице страны, городе Люксембург.

## Посольства

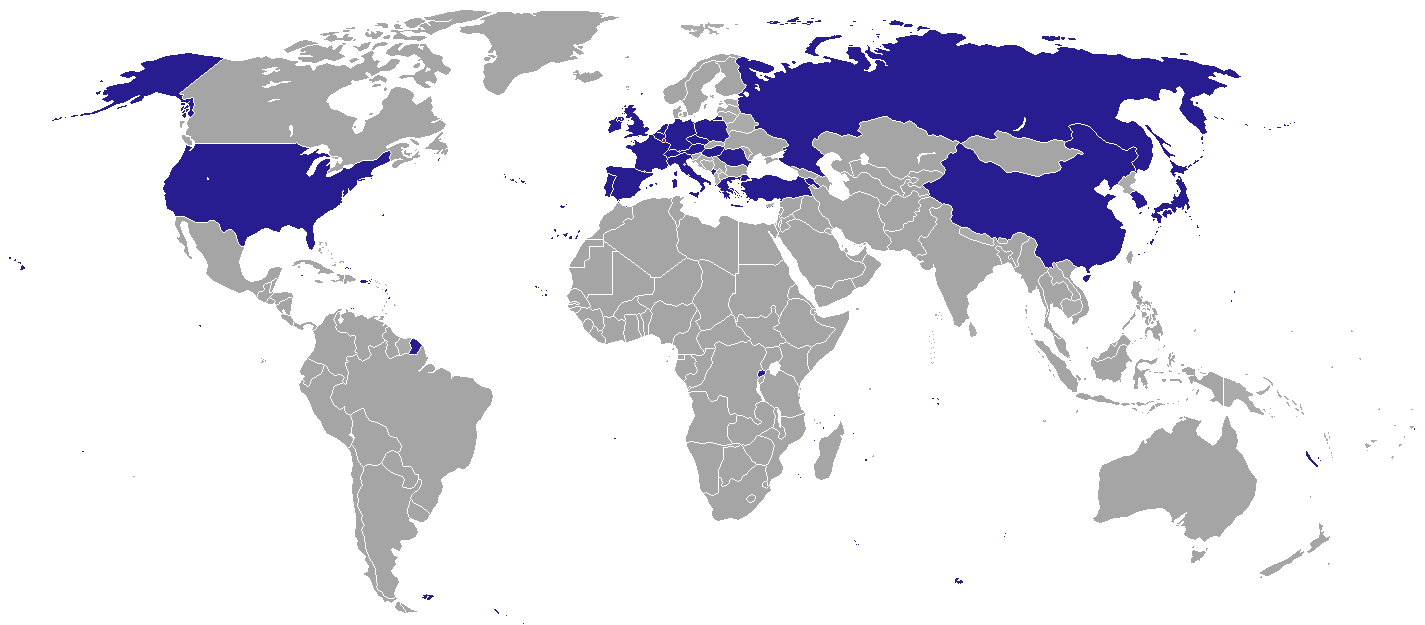
Дипломатические миссии Люксембурга:
Люксембург
Посольство или высшее уполномоченное представительство

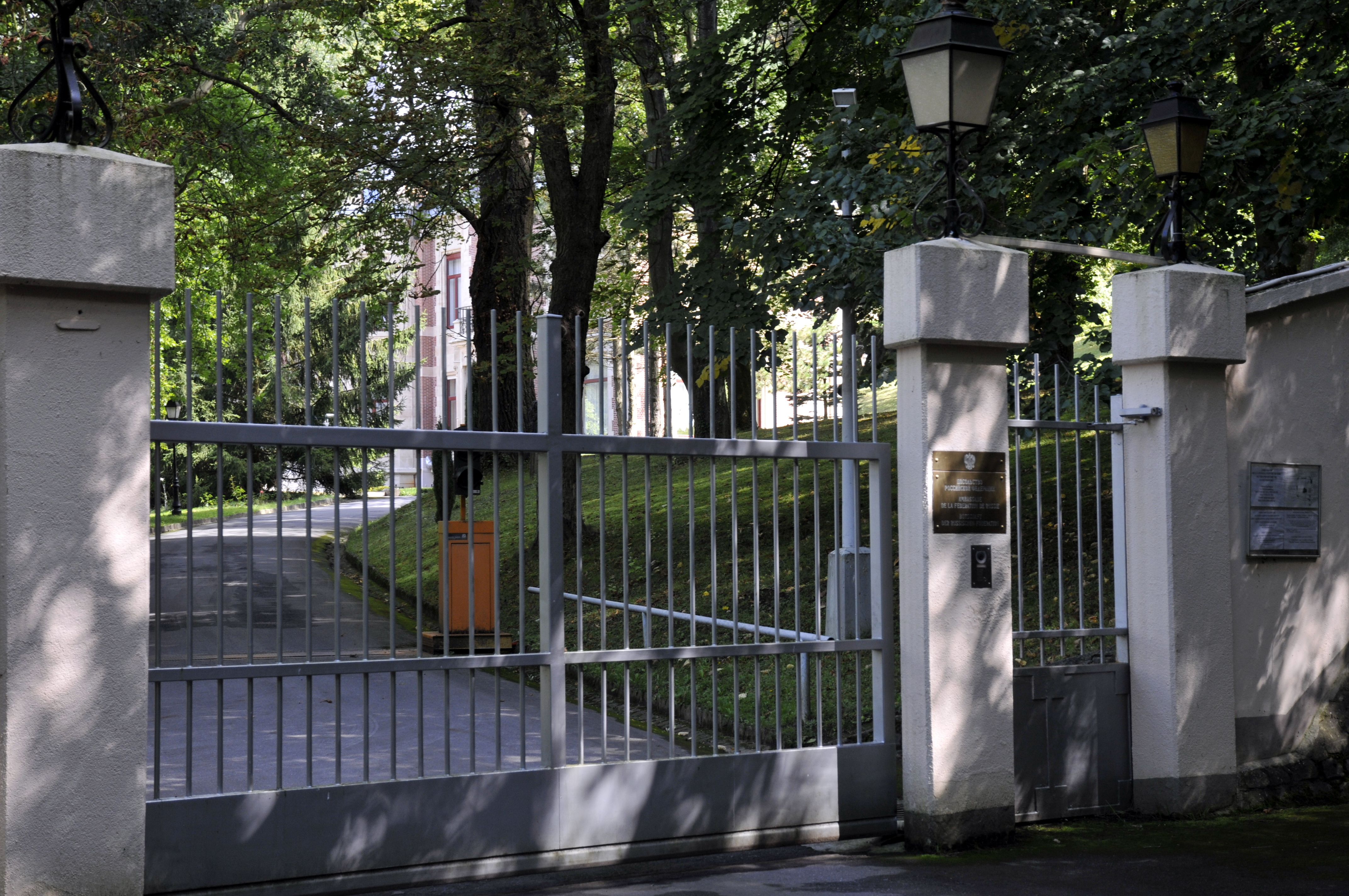
Посольство России во дворце Бегген

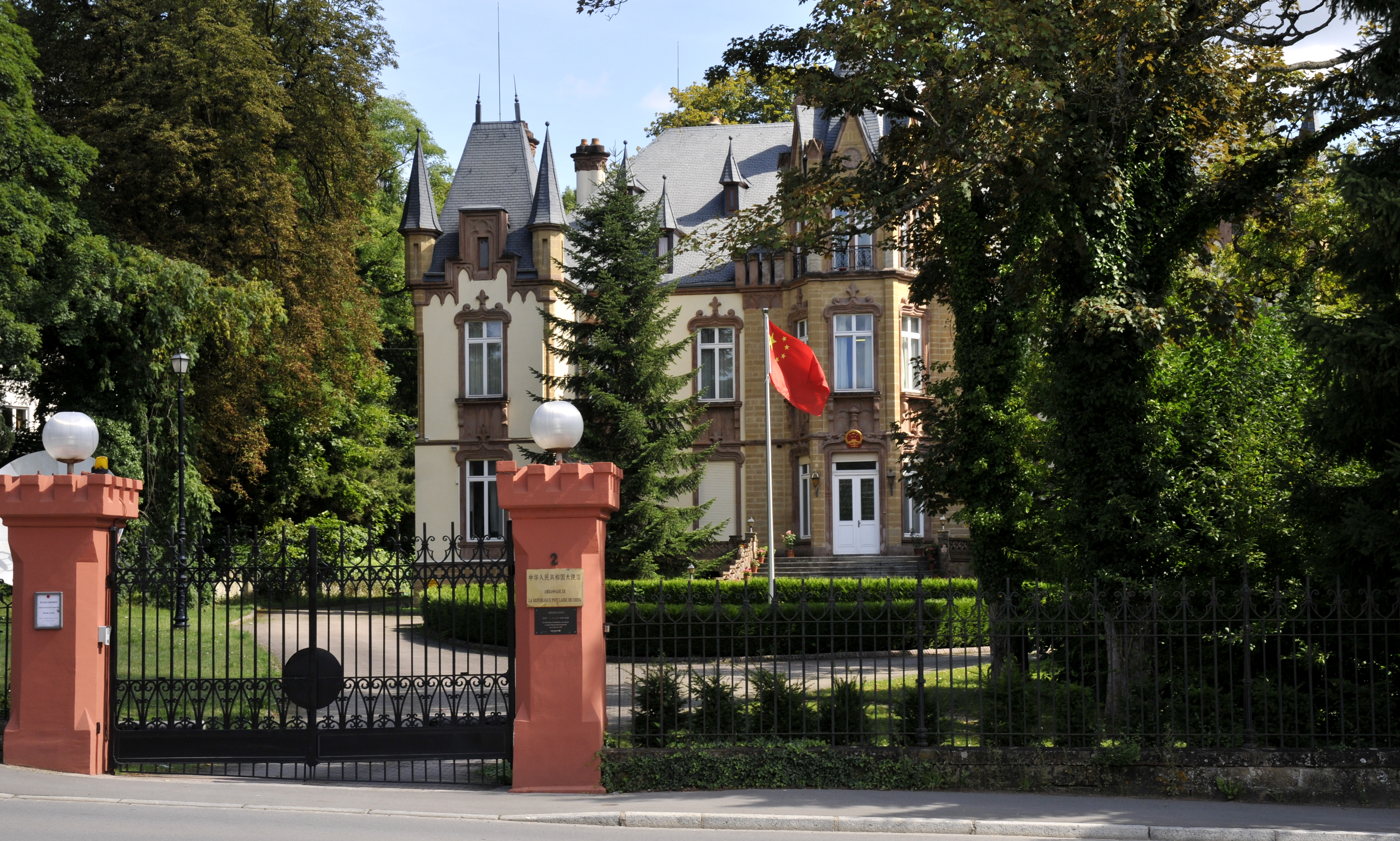
Посольство КНР в Доммельдингене

| - Бельгия - Китай - Германия - Франция - Греция - Венгрия - Ирландия - Италия | - Япония - Кабо-Верде - Нидерланды - Австрия - Польша - Португалия - Румыния - Россия | - Испания - Швейцария - Чехия - Турция - Венгрия - Великобритания - США |

## Консулаты
- Индонезия (Штейнсель)
- Италия (Эш-сюр-Альзетт)

## Дополнения
- Веб-сайт люксембургского министерства иностранных дел (фр.)